# Tirariwoestijn

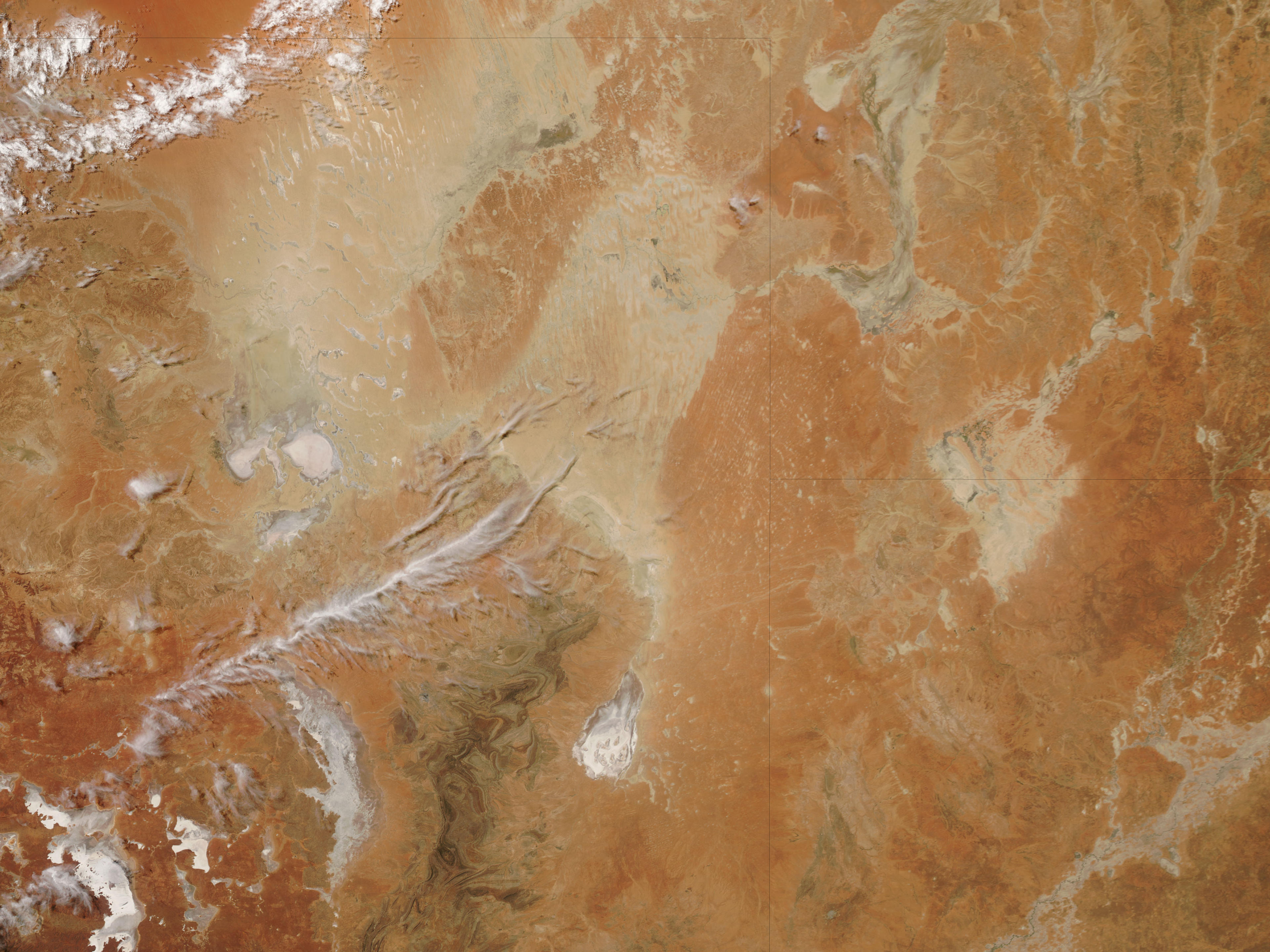
Tirariwoestijn, satellietfoto

De Tirariwoestijn is een zandwoestijn in het noorden van de Australische staat South Australia. Ze ligt ten westen van het zoutmeer Lake Eyre.
In het Oligoceen en Mioceen lag in de Tirariwoestijn een groot meer, Lake Pitikanta, met omliggende wetlands. Destijds leefden er verschillende soorten vissen, zoetwaterdolfijnen, krokodillen, schildpadden, flamingo's, vogelbekdieren, de eerste kangoeroes en buidelleeuwen in de Tirariwoestijn.